# 雷希
雷希是德国莱茵兰-普法尔茨州的一个市镇。总面积4.69平方公里，总人口563人，其中男性305人，女性258人（2011年12月31日），人口密度120人/平方公里。